# The Living Theatre
The Living Theatre är ett amerikanskt teatersällskap som grundades i New York 1947. Idag är de det äldsta experimentella teatersällskapet i USA som fortfarande är verksamt. Teatersällskapet har under merparten av tiden drivits av grundarna Judith Malina (skådespelare) och Julian Beck (poet och konstnär). Efter Becks död 1985 har Malina drivit teatersällskapet tillsammans med skådespelaren Hanon Reznikov.
På 1950-talet var gruppen en av de första i USA med att sätta upp de stora europeiska pjäsförfattarna som Bertolt Brecht och Jean Cocteau, men även modernister som poeten T.S. Eliot och Gertrude Stein. Gruppen huserade i ett otal små lokaler runt om i New York. På grund av finansiella problem eller konflikter fick de ofta flytta men trots detta kom de att etablera den så kallade Off-Broadway-scenen. Under denna period hade de mycket gemensamt med Beat-författarna. 1959 blev deras föreställning The Connection nationellt uppmärksammad på grund av sitt grova språk och den nakna beskrivningen av drogberoende.
1963 satte de upp pjäsen The Brig, en antiauktoritär och antimilitaristisk föreställning skriven av Kenneth H. Brown. Föreställningen handlar om fångar i ett marinkårshäkte som bryts ner med våld och tillmälen. På våren 1964 filmade experimentfilmaren Jonas Mekas föreställningen och denna film kom senare att bli prisbelönad, bland annat på dokumentärfilmsfestivalen i Venedig 1964. Efter denna föreställning tvingades The Living Theatre att stänga på grund av en konflikt med IRS (USA:s skatteverk) som ledde till ett kortare fängelsestraff för både Beck och Malina. 
Resten av 1960-talet ägnade gruppen åt att turnera i Europa och de kom att utvecklas i en än mer politiskt radikal inriktning med föreställningar som propagerade för anarkism och pacifism. Under denna period började gruppen bli mer som ett kollektiv där medlemmarna bodde tillsammans. De viktigaste uppsättningarna under denna period är deras version av Antigone, Frankenstein och Paradise Now som blev deras mest välkända föreställning. Under denna period utvecklades deras spel till att bli mer improviserat med försök att få publiken att ingripa och skådespelarna var inte sällan nakna vilket ledde till ett antal arresteringar.
1968 återvände teatersällskapet till USA för att turnera med Paradise Now. Året därefter splittrades gruppen och Malina and Beck reste till Brasilien för att turnera med återstoden av medlemmarna. I Brasilien blev de arresterade 1971 och när de återvände till New York lämnade fler medlemmar gruppen och nya tillkom. Bland annat grundade den före detta medlemmen Joseph Chaikin The Open Theater.
The Living Theatre har varit på många och långa världsturnéer. Ofta har de spelat på otraditionella scener som direkt på gatan eller på fängelser. De har varit en stor inspirationskälla för andra experimentella teatrar och även för Happening-, Fluxus- och Performance-konstnärer. Tre av deras produktioner har vunnit den så kallade Obie Award, nämligen: The Connection (1959), The Brig (1963), och Frankenstein (1968).
The Living Theatre fortsätter än idag att sätta upp föreställningar i New York.